# 滑川站
滑川站（日语：／ Namerikawa eki */?）是隸屬於愛之風富山鐵道及富山地方鐵道（地鐵）的鐵路車站，座落於富山縣滑川市，是滑川市的中心車站。在JR西日本管理的年代，亦是特急列車的停車站，不過因與縣中心車站富山站相距不遠，特急列車較常於早上或晚上時間才停靠。2015年3月14日，隨北陸新幹線開業，原北陸本線的經營權轉交至愛之風富山鐵道，所有途經的特急列車取消，改為只停新增設的快速列車。
與魚津站的情形相近，國鐵／JR西日本初期與富山地方地鐵過往有著長時期的合作關係，兩公司的月台甚至曾能互通。2001年6月，跨線橋被新建於兩站收費區外的地下行人隧道所取締，連接JR島式月台與地鐵月台的天橋部份亦被拆去。

## 愛之風富山鐵道線

### 車站結構
單層式混凝土建築物一座，正門與入閘口相對，左邊為站長室，設有售票窗口及自動售票機；右側為候車大堂、洗手間及儲物櫃，閘口採用開放式站口，並設有對應ICOCA的感應器及增值機。

#### 月台配置
側式月台1面1線與島式月台1面2線，合計2面3線的地面車站，2個月台以跨線天橋連結。
| 月台 | 路線              | 方向 | 目的地                                              |
| ---- | ----------------- | ---- | --------------------------------------------------- |
| 1    | ■愛之風富山鐵道線 | 下行 | 黑部、泊、直通越後心跳鐵道■日本海翡翠線至糸魚川方向 |
| 2、3 | ■愛之風富山鐵道線 | 上行 | 富山、高岡、直通■IR石川鐵道線至金澤方向             |

### 歷史
- 1908年11月16日：官設鐵道北陸線由富山延伸至魚津，本站為中途站，開業[5]。
- 1978年3月1日：停止貨物提取服務。
- 1986年11月1日：停止手提行李提取服務。
- 1987年4月1日：日本國鐵分割民營化，車站的營運由JR西日本繼承。
- 2015年：

- 3月14日：北陸新幹線開業，JR西日本的車站營運由愛之風富山鐵道繼承。
- 3月26日：愛之風富山鐵道加設ICOCA感應器，適用於富山縣內所有愛之風富山鐵道線車站。

- 2022年3月12日：因應新富山口站開業，車站編號由「12」改為「13」。

### 利用人數
| 乗車人員推算 | 乗車人員推算 | 乗車人員推算 |
| 年度         | 1日平均人數  |              |
| ------------ | ------------ | ------------ |
| 2002年       | 1,584        |              |
| 2003年       | 1,602        |              |
| 2004年       | 1,528        |              |
| 2005年       | 1,498        |              |
| 2006年       | 1,490        |              |
| 2007年       | 1,489        |              |
| 2008年       | 1,484        |              |
| 2009年       | 1,450        |              |
| 2010年       | 1,428        |              |
| 2011年       | 1,393        |              |
| 2012年       | 1,385        |              |
| 2013年       | 1,413        |              |
| 2014年       | 1,283        |              |
| 2015年       | 1,368        |              |
| 2016年       | 1,403        |              |
| 2017年       | 1,425        |              |
| 2018年       | 1,439        |              |

## 富山地方鐵道

### 車站結構
建有簡易式鋼筋站房1座，車站編號為T18，站房與月台及站外的行人道相連。
站房內設有小型的候車室及站務室，但因無人化，售票櫃位已被圍封，入站後右邊即為開放式閘口，可通往月台。

### 月台配置
只設有側式月台1個，靠向月台方向備有月台上蓋，其餘部份則為露天設計。列車停靠時，往電鐵富山方向為左側上落，往宇奈月溫泉方向為右側上落。
| 路線  | 方向 | 目的地                         | 備註 |
| ----- | ---- | ------------------------------ | ---- |
| ■本線 | 上行 | 電鐵富山方向                   |      |
| ■本線 | 下行 | 電鐵黑部、舌山、宇奈月溫泉方向 |      |

### 歷史
- 1913年6月25日：立山輕便鐵道本站～上市～五百石間開業[8]。
- 1931年4月6日：立山鐵道與富山電氣鐵道合併。同日起西滑川～本站改路線，與北陸本線並行。
- 1935年12月14日：路線伸延至越中中村站，改為中途站[9]。
- 1943年1月1日：富山縣內所有私營鐵道公司合併，改稱「富山地方鐵道」，並承繼車站管理[10]。
- 2019年3月16日：增設車站編號[11]。

### 利用人數
| 乗車人員推算 | 乗車人員推算 | 乗車人員推算 |
| 年度         | 1日平均人數  |              |
| ------------ | ------------ | ------------ |
| 2002年       | 345          |              |
| 2003年       | 316          |              |
| 2004年       | 289          |              |
| 2005年       | 292          |              |
| 2006年       | 295          |              |
| 2007年       | 291          |              |
| 2008年       | 314          |              |
| 2009年       | 318          |              |
| 2010年       | 319          |              |
| 2011年       | 321          |              |
| 2012年       | 327          |              |
| 2013年       | 326          |              |
| 2014年       | 305          |              |
| 2015年       | 319          |              |
| 2016年       | 328          |              |
| 2017年       | 347          |              |
| 2018年       |              |              |

## 相鄰車站
愛之風富山鐵道
■愛之風富山鐵道
快速「愛之風Liner」
富山 (09) －滑川 (13) －魚津 (15)
普通
水橋 (12) －滑川 (13) －東滑川 (14)
富山地方鐵道
■本線
■阿爾卑斯特急、■特急
通過
■急行
中滑川（T17）－滑川（T18）－電鐵魚津（T23）（早上一班上行加停早月加積站（T20））
■普通
中滑川（T17）－滑川（T18）－濱加積（T19）

## 外部連結
- 愛之風富山鐵道滑川站公式網頁 （页面存档备份，存于） （日語）
- 富山地方鐵道滑川站公式網頁。 （页面存档备份，存于）（日語）